# Julius von Bose
Friedrich Julius Wilhelm Graf von Bose (12 tháng 9 năm 1809 – 22 tháng 7 năm 1894) là một tướng lĩnh trong quân đội Phổ, đã có nhiều đóng góp đến việc thành lập Đế quốc Đức tháng 1 năm 1871. Ông chỉ huy một lữ đoàn Phổ trong cuộc Chiến tranh Áo-Phổ và chỉ huy Quân đoàn XI của Phổ trong cuộc Chiến tranh Pháp-Đức.
Vào năm 1821, Bose trở thành một lính hầu trong cung đình Weimar. Bose đã nhập ngũ trong Trung đoàn Bộ binh số 126 của Phổ vào năm 1826. Đến năm 1829, ông trở thành một sĩ quan. Từ năm 1832 cho tới năm 1835, ông đã học tại Viện Hàm lâm Quân sự Phổ, và đây là một điều kiện tiên quyết để gia nhập Bộ Tổng tham mưu Phổ. Bose đã phục vụ với vai trò là một sĩ quan phụ tá ở các vị trí khác nhau từ năm 1835 cho đến năm 1852. Năm 1853, ông trở thành một thiếu tá trong Bộ Tổng tham mưu. Vào năm 1858, Bose đã trở thành tham mưu trưởng của Quân đoàn IV. Vào năm 1860, ông được thăng quân hàm Đại tá và trao quyền chỉ huy một trung đoàn bộ binh. Một năm sau, ông được giao một chân trong Bộ Chiến tranh Phổ. Bose được phong cấp Thiếu tướng vào năm 1864, và chỉ huy Lữ đoàn Bộ binh số 15 trong cuộc Chiến tranh Áo-Phổ năm 1866.
Trong trận Podol, Bose đã mang lại cho quân đội Phổ chiến thắng lớn đầu tiên của họ trong cuộc chiến tranh với Áo, tạo điều kiện cho ba tập đoàn quân của Phổ tiến hành hợp vây quân đội Áo. Ngoài ra, ông cũng thể hiện khả năng của mình tại Münchengrätz và Sadowa. Trong trận đánh cuối cùng của cuộc chiến vào ngày 22 tháng 7 năm 1866, ông được lệnh tiến theo một đường núi với hai trung đoàn Phổ đã bọc hậu quân Áo, trong khi tướng Fransecky tấn công trực diện vào chiến tuyến của đối phương. Bose đã hoàn tất nhiệm vụ của mình và tại đỉnh Gämsen Berg, các lực lượng dưới quyền của ông đã giao chiến quyết liệt với một lữ đoàn Áo và đập tan lữ đoàn này. Đường rút của các lực lượng Áo giao tranh với Fransecky đã bị cắt một khi họ bị đánh bại. Mặc dù vậy, hiệp ước đình chiến giữa hai nước vốn đã được khởi đầu trong khi trận đánh còn tiếp diễn, và khoảng thời gian cố định sau khi hiệp định đình chiến mở màn đã chấm dứt trận chiến này. Sau khi chiến tranh kết thúc, ông được thăng quân hàm Trung tướng và chỉ huy Sư đoàn Bộ binh số 20.
Trong cuộc Chiến tranh Pháp-Đức (1870 – 1871), ông được giao quyền chỉ huy Quân đoàn XI, một phần thuộc Tập đoàn quân số 3 của Đức dưới quyền tổng chỉ huy của Thái tử Friedrich Wilhelm. Các lực lượng dưới quyền ông đã đóng một vai trò trong chiến thắng của các lực lượng Đức với quân số áp đảo ở trận chiến Wissembourg vào ngày 4 tháng 8 năm 1870. Là một viên tướng ưa thích tấn công và biết phối hợp các binh chủng, ông đã góp phần đến chiến thắng vang dội của quân đội Phổ - Đức trước quân đội Pháp dưới quyền Thống chế Patrice de Mac-Mahon trong trận đánh Wœrth vào ngày 6 tháng 8 năm 1870. Ông đã bị thương trong trận chiến này, và điều đó khiến cho ông không thể tham chiến cho đến năm 1871.
Nhờ những cống hiến của mình cho quân đội Phổ trong cuộc chiến, ông đã được ban thưởng 10 vạn thaler. Vào năm 1880, ông được phong làm Bá tước.